# Alexis Joseph Delzons
Alexis Joseph Delzons, francoski general, * 1775, Aurillac (Auvergne), † 24. oktober, 1812, Malojaroslavec, Rusija.
Delzons je sodeloval v revolucionarnih in Napoleonskih vojnah. Ubit je bil v bitki pri Malojaroslavcu.